# Kriegsdenkmal (Papa Westray)

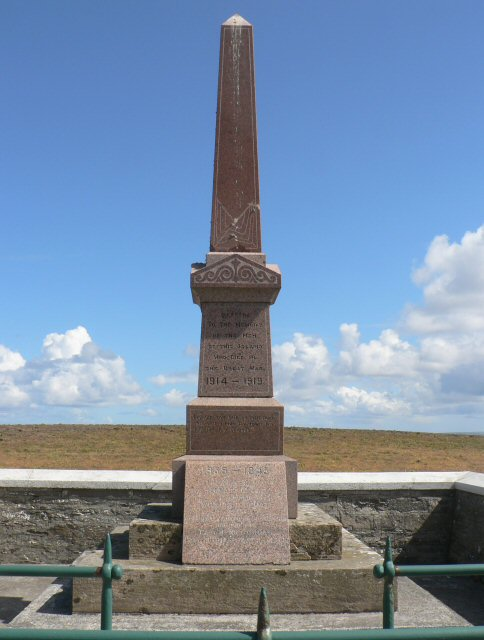
Kriegsdenkmal von Papa Westray

Das Kriegsdenkmal von Papa Westray ist ein Denkmal auf der schottischen Orkneyinsel Papa Westray. 2001 wurde das Bauwerk in die schottischen Denkmallisten in der Kategorie C aufgenommen.

## Beschreibung
Das Denkmal liegt in erhöhter Position an der nord-süd-verlaufenden Straße östlich des Papa Westray Airports und stellt auf der flachen Insel eine Landmarke dar. Es stammt aus dem frühen 20. Jahrhundert und gedenkt der gefallenen Soldaten von Papa Westray des Ersten Weltkriegs. Später wurde eine rechteckige Tafel mit den Namen der Gefallenen des Zweiten Weltkriegs hinzugefügt. Seine Gestaltung gleicht dem Kriegsdenkmal von Westray. Das Bauwerk besteht aus rosafarbenem Granit. Das Fundament des Obelisken weist einen quadratischen Grundriss auf und ruht auf mehreren Stufen. Es ist allseitig mit Inschriften versehen und mit einer Bekrönung verziert. Darauf ragt ein schlichter Obelisk auf. Auf einer Seite ist ein Spinnennetz eingraviert. Eine Mauer fasst das Denkmal auf drei Seiten ein.